# موج بلند

موج بلند

موج بلند یا (انگلیسی: Longwave) که به اختصار LW نامیده می‌شود، به بخشی از طیف رادیویی با طول موج بلندتر از باندهای دارای موج متوسط گفته می‌شود. پیشینه این اصطلاح به اوایل سده ۲۰ برمی‌گردد که در آن زمان طیف رادیویی را به باندهای رادیویی موج بلند (LW)، موج متوسط (MW) و موج کوتاه (SW) تقسیم می‌کردند. بیشتر سیستم‌ها و دستگاه‌های رادیویی امروزی از طول موجی استفاده می‌کنند به عنوان باند فراکوتاه شمرده می‌شوند.
امروزه اصطلاح موج بلند به صورت دقیق تعریف نشده و دارای معناهای متفاوتی است. این اصطلاح ممکن است برای طول موج‌های بلندتر از ۱٬۰۰۰ متر مانند بسامدهای تا ۳۰۰ کیلوهرتز، شامل باندهای بسامد پایین (LF, 30–300 kHz) و بسامد بسیارپایین (VLF, 3–30 kHz) در طبقه‌بندی اتحادیه بین‌المللی مخابرات (ITU) به کار رود. گاهی ممکن است موج بلند به محدوده‌های بالاتر از ۳۰۰ کیلوهرتز نیز گفته شود ولی این عدد به ۵۲۵ کیلوهرتز که آغاز باند موج متوسط است نمی‌رسد.
در اروپا، آفریقا و بخش‌ها بزرگی از آسیا، اصطلاح موج بلند به بازه ۱۴۸٫۵ تا ۲۸۳٫۵ کیلوهرتز گفته می‌شود که کاملاً در محدوده باندهای بسامد پایین طیف رادیویی (۳۰ تا ۳۰۰ کیلوهرتز) قرار می‌گیرد.